# Boris Galerkin
Boris Galerkin   (Pòlatsk, 4 de març de 1871 - Sant Petersburg, 12 de juliol de 1945) va ser un enginyer i matemàtic rus.

## Vida i obra
Galerkin va néixer el 1871 a Pòlatsk, una ciutat que avui és Belarús però que quan hi va néixer era part de l'Imperi Rus. La seva família era molt humil i. als dotze anys, ja treballava d'escrivent; tot i així, va aconseguir acabar els estudis primaris al seu poble, amb dinou anys. Els anys següents va fer els seus estudis secundaris a Minsk i el 1893 va ingressar al Institut Pràctic de Tecnologia de Sant Petersburg, en el qual es va graduar com enginyer el 1899.
Els anys següents va treballar a la fàbrica ferroviària de Khàrkiv, el 1903 va ser enginyer de la línia ferroviària de la Xina Oriental i, a partir de 1904, va ser responsable tècnic de la fàbrica mecànica a Sant Petersburg. Sempre havia estat involucrat en activitats polítiques anti-tsaristes, cosa que va provocar la seva detenció i condemna a un any i mig de presó el 1906.
Va aprofitar el període d'empresonament per estudiar i ja no va tornar a l'activitat revolucionària. A partir de 1909, va treballar com a professor del departament de mecànica al Institut Politècnic de Sant Petersburg. També va donar classes al Institut d'Enginyers Ferroviaris i a la universitat de Leningrad.
Durant la Segona Guerra Mundial va dirigir la comissió per la construcció d'estructures defensives de Sant Petersburg i, després de ser evacuat a Moscou, va dirigir la comissió d'enginyeria militar de l'Acadèmia Soviètica de Ciències. Va morir poques setmanes després del final de la guerra.
Galerkin és recordat sobre tot pel seu mètode d'aproximació de les solucions d'equacions diferencials ordinàries i parcials, publicat el 1915. En aquest article, en el que estudiava les propietats elàstiques de les varetes i les plaques primes, va desenvolupar un mètode (conegut actualment com a mètode de Galerkin) amb el que s'obtenen resultats prou acurats amb el mínim esforç manual. Aquest mètode és la base de l'actual mètode d'elements finits (MEF).